# フレドリク・イェンセン (軍人)
フレドリク・イェンセン（Fredrik Jensen, 1921年3月25日 - 2011年7月31日）は、第二次世界大戦期のノルウェーの軍人、ナチス・ドイツ武装親衛隊ノルウェー人義勇兵。武装親衛隊に所属したノルウェー人で唯一ドイツ十字章金章を授与された人物。最終階級はSS中尉（SS-Obersturmführer）。

## 大戦初期
1921年3月25日、フレドリク・イェンセンはノルウェー王国の首都オスロに生まれた。父親クリスティアン・ペル・イェンセン（Christian Per Jensen）は機械職人であった。
1936年、イェンセンはヴィドクン・クヴィスリング主宰のファシズム政党「国民連合」（Nasjonal Samling）に加入し、1940年には国民連合の準軍事組織「ヒルト」（Hird）に参加した。なお、1940年4月にナチス・ドイツが北欧侵攻（ヴェーザー演習作戦）を開始すると、（混乱に乗じてクヴィスリングの国民連合はノルウェーの全権掌握を宣言したが）イェンセンはノルウェー国防軍に志願入隊してドイツ軍に立ち向かった。
ノルウェーの戦いが終結してから約1年後の1941年4月4日、当時20歳のイェンセンは「現代的なヨーロッパ軍」であるナチス・ドイツ武装親衛隊に志願入隊した。基礎訓練を終えた後の1941年7月8日にはSS「ライヒ」師団SS「デア・フューラー」連隊に配属され、東部戦線に従軍。1941年末のモスクワの戦いでイェンセンは負傷したが、遠くから街の外観を視認することが出来るほどモスクワに近づいたごくわずかなノルウェー人のうちの一人となった。

## 大戦後期
1944年12月7日、第5SS装甲師団「ヴィーキング」第9SS装甲擲弾兵連隊「ゲルマニア」第7中隊長として、イェンセンは黄金ドイツ十字章を授与された。

## 戦後
ヨーロッパにおける第二次世界大戦が終息した後、対独協力者に対する裁判においてイェンセンは3か月間の懲役および10年間の市民権剥奪に処された。出所後、彼は現場監督としてスウェーデンに居住し、製造業で成功を収めた。
戦後、イェンセンは国際刑事警察機構の記録の「戦争犯罪者」に登録された。1994年某日、イェンセンはアメリカ合衆国で逮捕され、国外退去処分を受けた（その後はスペインのマラガ県に移住した）。
2007年6月、イェンセンは警察の取調べを受け、アリベルト・ハイム（マウトハウゼン強制収容所の親衛隊医師）の戦争犯罪に荷担したとして告訴された（しかし、イェンセンはハイムが行った犯罪への関与を否定した）。
2011年7月31日、フレドリク・イェンセンはスウェーデン王国スコーネ県イースタッドで亡くなった。満90歳没。

## キャリア

### 党員・隊員番号
- 国民連合党員番号：不明
- ナチス党員番号（NSDAP-Nr.）：無し
- 親衛隊隊員番号（SS-Nr.）：無し（武装親衛隊ノルウェー人義勇兵。1941年4月4日入隊）

### 階級

#### 武装親衛隊
- 1941年 SS二等兵（SS-Schütze）
- 1942年 SS上等兵（SS-Sturmmann）
- 1942年9月1日 SS連隊付士官候補生（SS-Standarten-Junker）
- 1942年12月20日 SS連隊付上級士官候補生（SS-Standarten-OberJunker）
- 1943年3月10日 SS少尉（SS-Untersturmführer）
- 1944年1月30日 SS中尉（SS-Obersturmführer）

### 勲章
- 東部戦線従軍記章
- 戦傷章黒章（1942年1月19日）
- 二級鉄十字章（1943年4月20日）
- 一級鉄十字章（1943年7月15日）
- 歩兵突撃章銅章（1943年7月15日）
- 戦傷章銀章（1943年7月15日）
- 前線戦士章（Frontkjempermerket）
- 白兵戦章銀章
- ドイツ十字章金章（1944年12月7日）（ノルウェー人として唯一受章）

## その他
- 身長183cm、金髪[2]。

## 文献

### ドイツ語
- Patrick Agte "Europas Freiwillige der Waffen-SS: Biographien aller Inhaber des Ritterkreuzes, des Deutschen Kreuzes in Gold, der Ehrenblattspange und der Nahkampfspange in Gold, die keine Deutschen waren" Deutschland: Munin Verlag, 2000. ISBN 3-9807215-0-7